# ビール・ストリートの恋人たち
『ビール・ストリートの恋人たち』（ビールストリートのこいびとたち、If Beale Street Could Talk）は、2018年のアメリカ合衆国のドラマ映画。
ジェームズ・ボールドウィンの『ビール・ストリートに口あらば』（新訳邦題『ビール・ストリートの恋人たち』）の映画化。監督はバリー・ジェンキンス。主演はキキ・レインとステファン・ジェームス。共演はコールマン・ドミンゴ、テヨナ・パリス、マイケル・ビーチ、デイヴ・フランコ、ディエゴ・ルナ、ペドロ・パスカル、エド・スクレイン、ブライアン・タイリー・ヘンリー、レジーナ・キングら。
レジーナ・キングのアカデミー助演女優賞、ゴールデングローブ賞 助演女優賞受賞を含めて、208もの授与候補にノミネートされ、うち85もの賞を受賞した。

## あらすじ
19歳の少女ティッシュと彼女の婚約者で22歳のファニーは幸せな生活を送っていた。ある日、ファニーが無実のレイプ容疑で逮捕されてしまう。ファニーが投獄された後、ティッシュが妊娠していることが発覚する。生まれてくる赤ん坊のために、ティッシュは自分の家族や弁護士と協力し、ファニーの無実を証明する証拠を探していく。

## キャスト
- クレメンタイン・“ティッシュ”・リヴァーズ - キキ・レイン
  - 幼い頃のティッシュ - ミラーニ・マインズ
- アロンゾ・“ファニー”・ハント - ステファン・ジェームス（英語版）
  - 幼い頃のファニー - イーサン・バレット
- アーネスティン・リヴァーズ - テヨナ・パリス
- シャロン・リヴァーズ - レジーナ・キング
- ジョーゼフ・リヴァーズ - コールマン・ドミンゴ
- ダニエル・カーティ - ブライアン・タイリー・ヘンリー
- レヴィー - デイヴ・フランコ
- ベル巡査 - エド・スクレイン
- フランク・ハント - マイケル・ビーチ
- ヘイワード - フィン・ウィットロック
- ミセス・ハント - アーンジャニュー・エリス
- ペドロシート - ディエゴ・ルナ
- ピエトロ・アルバレス - ペドロ・パスカル
- ヴィクトリア・ロジャース - エミリー・リオス（英語版）

## 製作
2017年7月10日、バリー・ジェンキンスがジェームズ・ボールドウィンの『ビール・ストリートに口あらば』を映画化することが分かった。脚本はジェンキンスの前作『ムーンライト』と同じ2013年に執筆された。同年8月29日、ステファン・ジェームスがキャストに加わった。同年9月、キキ・レインとテヨナ・パリスがキャストに加わった。同年10月18日、ニューヨークで撮影が始まった。同月、レジーナ・キング、コールマン・ドミンゴ、ブライアン・タイリー・ヘンリー、デイヴ・フランコ、エド・スクレインがキャストに加わった。同年11月、マイケル・ビーチ、フィン・ウィットロック、アーンジャニュー・エリス、ディエゴ・ルナがキャストに加わった。同年12月、ペドロ・パスカルとエミリー・リオスがキャストに加わった。本作の劇伴は『ムーンライト』に続き、ニコラス・ブリテル
が務めた。

## 公開
本作は、2018年9月9日にトロント国際映画祭で世界初上映される。本作は、アメリカで2018年11月30日に公開される。

## 受賞・ノミネート
- 第91回アカデミー賞
  - 受賞：助演女優賞（レジーナ・キング）
  - 脚色賞、作曲賞
- ゴールデングローブ賞
  - 受賞：助演女優賞（レジーナ・キング）
  - ノミネート：ドラマ部門作品賞、脚本賞
- オースティン映画批評家協会賞
  - 受賞：作品賞、監督賞、助演女優賞（レジーナ・キング）、脚色賞、ブレイクスルーアーティスト賞
- ボストン映画批評家協会賞
  - 受賞：作品賞、助演女優賞（レジーナ・キング）、作曲賞
- シカゴ映画批評家協会賞
  - 受賞：脚色賞、作曲賞
- デトロイト映画批評家協会賞
  - 受賞：助演女優賞（レジーナ・キング）
- ヒューストン映画批評家協会賞
  - 受賞：作曲
- ロサンゼルス映画批評家協会賞
  - 受賞：助演女優賞（レジーナ・キング）、作曲
- ナショナル・ボード・オブ・レビュー賞
  - 受賞：助演女優賞（レジーナ・キング）、脚色
- ニューヨーク映画批評家協会賞
  - 受賞：助演女優賞（レジーナ・キング）
- サンフランシスコ映画批評家協会賞
  - 受賞：助演女優賞（レジーナ・キング）
- シアトル映画批評家協会賞
  - 受賞：助演女優賞（レジーナ・キング）